# Fagnano Alto
Fagnano Alto est une commune de la province de L'Aquila dans les Abruzzes en Italie.

## Administration
| Période                                  | Période  | Identité      | Étiquette | Qualité |
| ---------------------------------------- | -------- | ------------- | --------- | ------- |
| 14 juin 2004                             | En cours | Mauro Fattore |           |         |
| Les données manquantes sont à compléter. |          |               |           |         |

### Hameaux
Fagnano, Campana, Opi, Pedicciano, Ripa, Vallecupa, Castello (altitude 900 m)
Colle, Corbellino, Frascara.
Les bourgs de la commune ont été soit partiellement soit totalement détruits lors du séisme du mois d'avril 2009.
Les travaux d'évaluation des dégâts ou de mise en sécurité des bâtiments qui n'ont pas été détruits sont en cours de réalisation.
Seules quelques habitations ont pu être déclarées habitables, les autres devront être démolies ou remises en état dès que les évaluations auront été conduites à leur terme et que les financements auront été débloqués par les autorités compétentes.

### Communes limitrophes
Caporciano, Fontecchio, Prata d'Ansidonia, Rocca di Mezzo, San Demetrio ne' Vestini, 